# Chlorita callistusi
Chlorita callistusi är en insektsart som beskrevs av Einyu och M. Firoz Ahmed 1980. Chlorita callistusi ingår i släktet Chlorita och familjen dvärgstritar.
Artens utbredningsområde är Uganda. Inga underarter finns listade i Catalogue of Life.